# John Rogers Galvin
John Rogers Galvin, ameriški general, * 13. maj 1929, † 25. september 2015.